# 普卡加加蓬塔山
9°27′20″S 77°24′14″W / 9.45556°S 77.40389°W

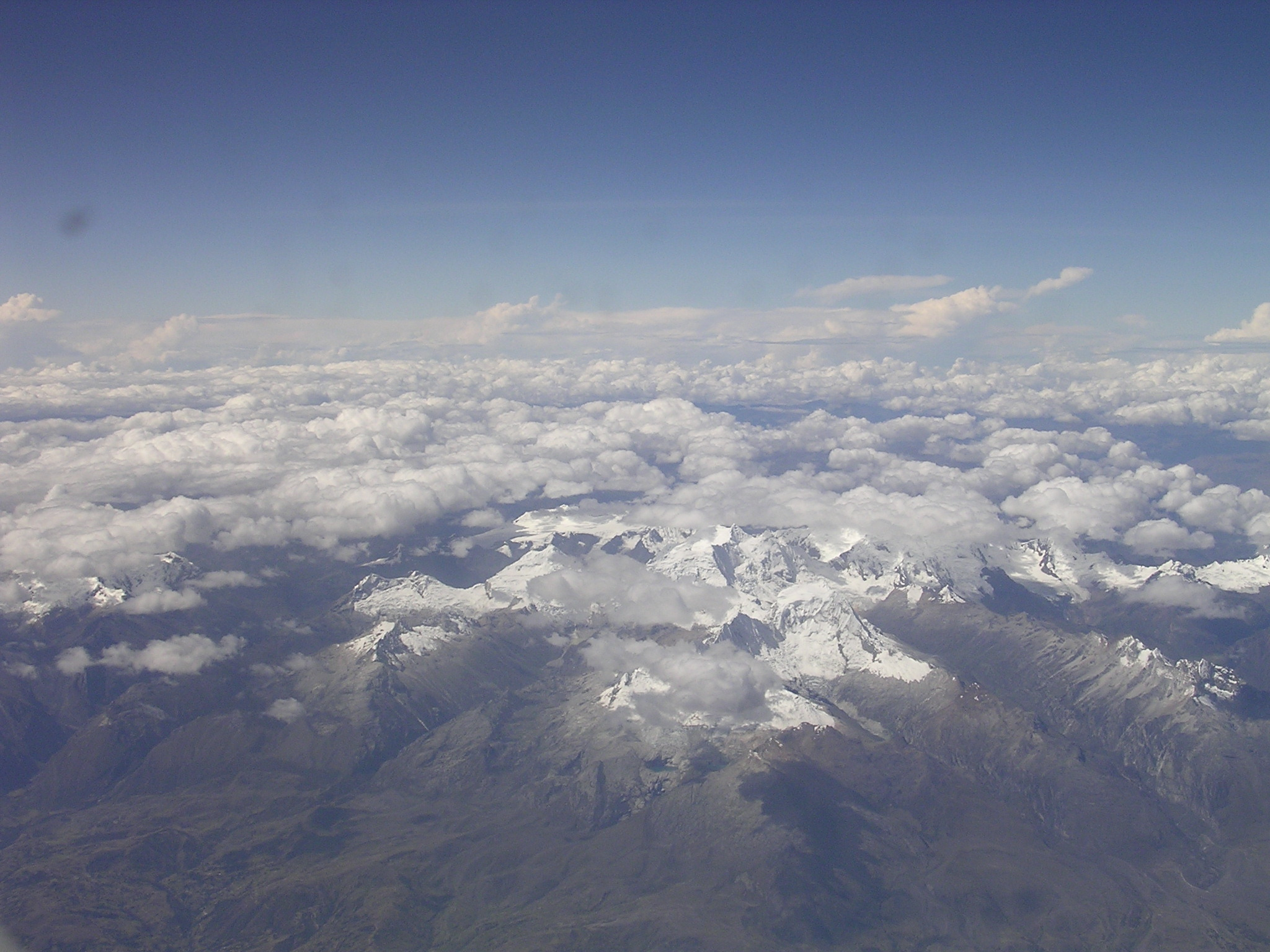

普卡加加蓬塔山（Pucagaga Punta），是秘魯的山峰，位於該國北部安卡什大區的瓦拉斯省，處於蘭拉帕爾卡山以南、丘魯普山東北面，屬於安第斯山脈中布蘭卡山脈的一部分，海拔高度約5,400米。